# Ligament acromio-claviculaire
Les ligaments acromio-claviculaires sont quatre ligaments intrinsèques de l'articulation acromio-claviculaire. Ils sont formés par des épaississements de la capsule articulaire.

## Ligament acromio-claviculaire supérieur
Ce ligament est une bande quadrilatérale, recouvrant la partie supérieure de l'articulation, et s'étendant entre la partie supérieure de l'extrémité latérale de la clavicule et la partie attenante de la face supérieure de l'acromion.
Il est composé de fibres parallèles qui s'entrelacent avec les aponévroses des muscles trapèze et deltoïde.
Il est en contact avec le disque articulaire acromio-claviculaire lorsqu'il est présent.
Ce ligament assure la stabilité horizontale de l'articulation acromio-claviculaire en limitant le bâillement supérieur de l'articulation et les rotations axiales de la clavicule.

### Remarque
Le terme ligament acromio-claviculaire seul désigne souvent ce ligament.

## Ligament acromio-claviculaire inférieur
Ce ligament inconstant est un peu plus mince que le précédent. Il couvre la partie inférieure de l'articulation, et est attaché aux surfaces contiguës des deux os.
Il est en relation, au-dessus, dans de rares cas avec le disque articulaire et en-dessous, avec le tendon du muscle supra-épineux.
Ce ligament assure la stabilité horizontale de l'articulation acromio-claviculaire en limitant le bâillement inférieur de l'articulation avec les ligaments coraco-claviculaires et les rotations axiales de la clavicule.

## Ligament acromio-claviculaire antérieur
Il couvre la partie antérieure de l'articulation, et est attaché aux surfaces contiguës des deux os.
Ce ligament assure la stabilité verticale de l'articulation acromio-claviculaire en limitant le bâillement antérieur de l'articulation avec le ligament trapézoïde et les rotations axiales de la clavicule.

## Ligament acromio-claviculaire postérieur
Il couvre la partie postérieure de l'articulation, et est attaché aux surfaces contiguës des deux os.
Ce ligament assure la stabilité verticale de l'articulation acromio-claviculaire en limitant le bâillement postérieur de l'articulation avec le ligament conoïde et les rotations axiales de la clavicule.